# Einer wie keiner
Einer wie keiner (Originaltitel: He’s All That) ist eine US-amerikanische Filmkomödie von Mark Waters aus dem Jahr 2021. Der Film ist ein Remake  der Highschool-Komödie Eine wie keine (1999) mit umgekehrten Geschlechterrollen.

## Handlung
Padgett Sawyer ist eine TikTok-Influencerin, die in ihrem letzten Highschooljahr Geld für das College verdienen will. Sie hat schon einen Sponsor und verdient mit ihrem Kanal, auf dem sie Beautytipps und Makeovers gibt, schon reichlich Geld. Eines Tages findet sie im Rahmen einer Story heraus, dass ihr Freund Jordan Van Drannen, der angehende Möchtegernrapper und ebenfalls Influencer, sie mit einer Backuptänzerin betrügt. Sie ohrfeigt ihn, doch am nächsten Tag reden alle nur noch von der peinlichen Rotzblase vor ihrem Nasenloch, die der Livestream in Großaufnahme eingefangen hatte. Sie wird zum „Bubble Girl“, verliert ihren Sponsorenvertrag und eine große Anzahl ihrer Follower.
Um ihre Karriere wieder anzustupsen, erklärt sie sich bereit, im Rahmen einer Wette, den nerdigen Fotograf Cameron Kweller, der an der Schule zu den Außenseitern gehört, im Rahmen eines Makeovers zum Promking aufzubauen. Trotz anfänglicher Ablehnung von Cameron gelingt es ihr, eine Beziehung zu ihm aufzubauen. Doch schon nach kurzer Zeit bemerkt sie, dass sie mehr für ihn empfindet. Es gelingt ihr sowohl seinen Slackerstil zu verändern als auch seine sozialen Interaktionen zu verbessern. Dafür rettet er sie bei einer Party, als Jordan mit seinem neuen Date auftaucht.
Alden veranstaltet eine Gatsby-Party, zu der sowohl Cameron und Padgett eingeladen sind, als auch Jordan. Auf der Party kommt es zum Streit zwischen Jordan und Cameron, bei der Prügelei wird Camerons Kamera in Mitleidenschaft gezogen. Wütend verlässt er die Party. Es stellt sich heraus, dass Alden dies alles inszeniert hat, um mit Jordan zum Prom zu gehen und Padgetts Wette zu ruinieren. Nun erfährt auch Cameron von der Wette und die beiden trennen sich.
Am Tag des Proms werden sowohl Cameron als auch Padgett von ihren Liebsten zum Ball genötigt. Doch Cameron bleibt dem Ball fern, stattdessen geht er zum Reitstall und trifft Padgett draußen. Padgett hat ihre Ernennung zur Prom Queen abgelehnt. Sie entschuldigt sich bei Cameron und die beiden küssen sich.
Nach dem Prom gewinnt Padgett ihre Follower zurück. Die beiden reisen um die Welt und zeigen sich beide über Social Media.

## Hintergrund
Rachael Leigh Cook ist zwar im Film zu sehen, übernahm aber nicht ihre alte Rolle, sondern spielt die Mutter der Protagonistin. Matthew Lillard, welcher in Eine wie keine Brock Hudson spielte, kehrte ebenfalls zurück, jedoch ebenfalls nicht in seiner alten Rolle. Die Handlung wurde dem Zeitgeist angepasst. Hauptdarstellerin Addison Rae ist tatsächlich eine US-amerikanische Influencerin, die über TikTok berühmt wurde. Es handelt sich um ihre erste Filmrolle. Sie vermittelte auch einen Gastauftritt von Kourtney Kardashian. Raes Rolle ist quasi die von Freddie Prinze junior im Original. Wie das Original basiert die Handlung auf Pygmalion von George Bernard Shaw und dem Musical My Fair Lady. Als Drehbuchautor konnte mit R. Lee Fleming Jr. der Autor des Originals gewonnen werden. Produziert wurde der Film von Miramax. Auch die Produzenten blieben gleich.
Der Film wurde im Dezember 2020 in Los Angeles gedreht. Für Ärger sorgte ein Drehtag in der Los Angeles Union Station, bei dem ein Testzentrum für Covid-19 für einen Tag geschlossen werden sollte. Los Angeles erlebte zu dieser Zeit gerade einen größeren Corona-Ausbruch. Nach einem Protest der Obdachlosenorganisation Ktown for All einigte man sich, den Betrieb des Testzentrums aufrechtzuerhalten.
Als Drehort für die Schule wurde die Palisades Charter High School in Los Angeles verwendet, welche bereits für viele Filme und Serien, darunter Carrie, Freaky Friday – Ein voll verrückter Freitag, Project X, Modern Family (2009–2020) und Teen Wolf (2011–2017) als Schauplatz diente.

## Veröffentlichung
Der Film hatte seine Premiere am 25. August 2021 im NeueHouse in Hollywood, Kalifornien. Zwei Tage später erschien er weltweit über die Streamingplattform Netflix.

## Rezeption
In den englischsprachigen Medien wurde der Film weit überwiegend negativ rezipiert. Auf Rotten Tomatoes führt dies zu einer Positivquote von lediglich 29 Prozent, basierend auf 58 ausgewerteten Kritiken.
Das Lexikon des Internationalen Films schrieb: „Eine routiniert abgespulte Teenie-Romanze mit klischeehaften Figuren, die dem alten Stoff immerhin durch satirische Stiche gegen den digitalen Selbstdarstellungswahn neue Seiten abgewinnt.“
Auf Film-rezensionen schrieb Oliver Armknecht: „Einer wie keiner nimmt die Geschichte der 90er Hitkomödie Eine wie keine und tauscht die Geschlechter aus. Auch an anderen Stellen wurde aktualisiert. Das bleibt jedoch ohne Tiefgang und schlimmer noch ohne Charme: Der Liebesfilm um eine Schulkönigin, die einen unscheinbaren Nerd aufwertet, ist nicht mehr als die schlechtere Hochglanzkopie eines ohnehin schon nicht besonders guten Films.“
KinoFilMWelt schreibt: „Wer nicht zum ersten Mal eine romantische Komödie sieht, wird den Fortgang von „Einer wie keiner“ schon nach einer Viertelstunde genauestens vorhersagen können. (…) Für die Entwicklung der Figuren (…) nimmt sich das Drehbuch wenig Zeit. (…) Wirkungslos verpuffen viele der hastig eingestreuten selbstironischen Bemerkungen, mit denen sich die Macher offenbar über die von ihnen benutzten Klischees lustig machen wollen. Kleine Lichtblicke wie die amüsanten Lautsprecherdurchsagen des Schulleiters, der sich wiederholt über die Traditionen und die Entscheidungen an seiner Einrichtung wundert, verblassen spätestens im Finale, das mit einem unfassbar kitschigen Bild um die Ecke kommt.“